# Cooum
Cooum (Kuvam) és un riu de Tamil Nadu, que neix a Kavan a uns 70 km de Chennai. La seva fama deriva del fet que passa pel cor de la ciutat de Chennai, l'antiga Madras, desaiguant a la badia de Bengala. Actualment, com molts rius de l'Índia, està altament contaminat.